# Munizipalität Osurgeti
Die Munizipalität Osurgeti (georgisch ოზურგეთის მუნიციპალიტეტი, Osurgetis munizipaliteti)  ist eine Verwaltungseinheit (etwa entsprechend einem Landkreis) in der Region Gurien im Westen Georgiens. Sie hat 59.400 Einwohner (Stand: 2021).

## Geographie
Der Verwaltungssitz der Munizipalität Osurgeti befindet sich in der namensgebenden Stadt Osurgeti, die jedoch selbst nicht zur Munizipalität gehört, sondern der Region direkt unterstellt ist. Die Fläche beträgt 675 km². Die Einwohnerzahl war mit 48.078 Einwohnern (2014) gegenüber der vorangegangenen Volkszählung (60.055 Einwohner 2002 in den heutigen Grenzen; die Stadt Osurgeti wurde danach ausgegliedert) um etwa ein Fünftel gesunken.
Bevölkerungsentwicklung
Anmerkung: Volkszählungsdaten. 2014 Stadt Osurgeti ausgegliedert: zum Vergleich auch Einwohnerzahl der Munizipalität mit Stadt angezeigt.

Im Norden wird die Munizipalität Osurgeti von der Munizipalität Lantschchuti, im Nordosten von der Munizipalität Tschochatauri und im Süden von den Munizipalitäten der Autonomen Republik Adscharien Kobuleti und Schuachewi begrenzt. Im Westen grenzt sie an das Schwarze Meer. Das Gebiet der Munizipalität umfasst 
überwiegend die Täler der beiden größten Flüsse Supsa und Natanebi. Das Gebiet ist reich an Bodenschätzen.
Die Bevölkerung ist fast monoethnisch georgisch; daneben gibt es eine kleine Zahl von Russen und Armeniern.
Die größten Ortschaften neben den vier Klein- oder Minderstädten (georgisch daba, დაბა) Laituri (2697 Einwohner), Narudscha (2148 Einwohner), Kweda Nassakirali (2898 Einwohner) und Ureki (1166 Einwohner) sind mit jeweils über 1000 Einwohnern die Dörfer Bochwauri, Chrialeti, Dwabsu, Gurianta, Kwemo Natanebi, Melekeduri, Meria, Osurgeti (eigenständiges Dorf nordwestlich der gleichnamigen Stadt, jenseits des Flusses Natanebi), Schemokmedi und Semo Natanebi (2014).
Die Munizipalität gliedert sich neben den vier eigenständigen Minderstädte Laituri, Narudscha, Nassakirali und Ureki in 24 Gemeinden (georgisch temi, თემი beziehungsweise bei nur einer Ortschaft einfach „Dorf“, georgisch sopeli, სოფელი) mit insgesamt 70 Ortschaften:
| Gemeinde      | Anzahl Ortschaften | Einwohner (2014) |
| ------------- | ------------------ | ---------------- |
| Askana        | 3                  | 1011             |
| Bachwi        | 4                  | 1907             |
| Baileti       | 3                  | 913              |
| Bochwauri     | 2                  | 1464             |
| Dschumati     | 4                  | 1006             |
| Dsimiti       | 3                  | 1352             |
| Dwabsu        | 2                  | 1943             |
| Gurianta      | 2                  | 1825             |
| Kontschkati   | 2                  | 1178             |
| Lichauri      | 4                  | 2235             |
| Makwaneti     | 3                  | 1632             |
| Melekeduri    | 1                  | 1170             |
| Meria         | 4                  | 2982             |
| Mtispiri      | 4                  | 774              |
| Nagomari      | 4                  | 943              |
| Natanebi      | 3                  | 4448             |
| Osurgeti      | 1                  | 1388             |
| Schemokmedi   | 5                  | 2629             |
| Schroma       | 6                  | 3824             |
| Silauri       | 1                  | 531              |
| Tchinwali     | 1                  | 733              |
| Tschanieti    | 3                  | 814              |
| Wakidschwari  | 2                  | 1008             |
| Zchemlischidi | 3                  | 1459             |

## Kultur und Sehenswürdigkeiten
In der Munizipalität befinden sich das Schauspielhaus von Osurgeti, ein Jugendtheater und andere Festspielhäuser; auch einige Museen finden sich, davon ist besonders das Ekwtime-Taqaischwili-Museum bekannt.
In der Munizipalität sind wichtige mittelalterliche Gebäude vorhanden, hauptsächlich die Kloster- und Kirchengebäude, wie das Schemokmedi- und das Dschumati-Kloster sowie die Atschi-Kirche und die Lichauri-Kirche. In einigen Dörfern sind mittelalterliche Festungen vorhanden, beispielsweise Askana und Lichauri. In der Munizipalität liegen auch die Ruinen der ehemaligen Stadt Waschnari. Eine wichtige Sehenswürdigkeit ist der Palast von Gurieli.